# 2839 Annette
2839 Annette је астероид главног астероидног појаса са средњом удаљеношћу од Сунца која износи 2,216 астрономских јединица (АЈ).
Апсолутна магнитуда астероида је 12,3.